# Iol Caesarea
Caesarea es un antiguo puerto situado en el reino de Mauritania. Se encuentra a unos 90 km al oeste de lo que hoy es Argel (Argelia), en el lugar de la moderna ciudad de Cherchel (en árabe "Sharshāl").
La ciudad fue fundada por los cartagineses como un puesto comercial con el nombre de Iol. Tras la caída de Cartago, cayó en poder de diversos reinos norteafricanos hasta terminar finalmente en manos del reino de Mauritania; fue convertida en capital del reino por el rey Juba II en el año 25 a. C., y rebautizada por él como Caesarea, en honor de Augusto (aunque el gentilicio Iolitanus se mantuvo). La ciudad se transformó en un activo centro de cultura helenística y, cuando los romanos anexionaron el reino de Mauritania en el año 44 d. C., se convirtió en uno de los puertos más importantes de la costa norteafricana y en capital de la provincia de Mauretania Caesariensis.

## Historia
La moderna ciudad de Cherchel es un pequeño puerto pesquero, cuya superficie es mucho menor que la que ocupaba la antigua ciudad. La ciudad fue fundada en el siglo IV a. C. por los fenicios bajo el nombre de Iol o Jol . Primero integrada en el reino de Numidia , Iol quedó bajo el control de Mauritania después de la caída de Jugurta en el 105 a. C. La ciudad fue refundada en el 25 a. C. por Juba II,  bajo el nombre de Cesarea de Mauritania ( Caesarea Mauretaniae ), y se convierte en un centro de helenismo en el norte de África. A partir del año 40  después de Cristo fue la capital de la provincia romana  de Mauretania Caesariensis, que se extiende hasta el Océano Atlántico, recibió luego bajo Claudio los derechos de una colonia.
Juba II hizo de su capital una ciudad importante, rodeada por un recinto y diseñada según los principios del urbanismo helenístico-romano. Sus estatuas de tipos helenísticos de excepcional calidad y los mosaicos de sus casas - más tarde - manifestaron la opulencia del estrato gobernante. Ruinas de templos y monumentos romanos dan testimonio de este período.
La ciudad que construyó Juba II estaba rodeada por un recinto que fue uno de los más grandes del mundo romano: un muro continuo de 4.460  m , posiblemente completado por un malecón, rodeó 370  ha. Solo se construyó realmente la parte norte del espacio así delimitado, es decir, la amplia meseta costera en este lugar de 400  m a 500  m . Por razones que combinan necesidades estratégicas y sobre todo, parece, un deseo de ostento , la muralla sur se había construido a una altitud de unos 200  m sobre el borde de la meseta que domina la ciudad y en el recinto se incluyó todo un anfiteatro de colinas. Estos personajes acercan los muros de Cesarea a los de las ciudades helenísticas y es solo porque parecía poco probable que Augusto permitiera que un rey nativo se equipara con un instrumento de poder que durante mucho tiempo fue rechazado el  atribuir a Juba II la primera construcción de este recinto.
Cesarea fue dotada por su rey con edificios públicos que se volvieron característicos de la ciudad romana. Su teatro es, con el de Utica, entonces capital de la provincia de África , el más antiguo del norte de África y uno de los más antiguos del Mediterráneo occidental; es contemporáneo del teatro de Marcelo en Roma. Su anfiteatro está construido según un plan particular impulsado por el deseo de tener un edificio lo suficientemente grande para dar espectáculos de luchas de animales salvajes o grupos de gladiadores y por la fecha temprana de su construcción. Después de la muerte de Juba, su hijo Ptolomeo tomó el poder pero fue asesinado en Lyon en el año 40 d. C. por el emperador Calígula y desde esa fecha la capital se convirtió en una simple colonia romana, capital de provincia.
A partir de la segunda mitad del siglo II, el cristianismo se practicaba en Cesarea. En la Antigüedad tardía, la ciudad fue un centro de donatismo.
Las vastas ruinas de la ciudad se encuentran a las afueras de la actual ciudad de Cherchell .